# Sandra Schmirler
Sandra Marie Schmirler, coniugata Peterson (Biggar, 11 giugno 1963 – Regina, 2 marzo 2000), è stata una giocatrice di curling canadese.

## Biografia
Partecipò all'età di 34 anni ai XVIII Giochi olimpici invernali edizione disputata a Nagano (Giappone) nel 1998, riuscendo ad ottenere la medaglia d'oro nella squadra canadese con le connazionali Jan Betker, Joan McCusker, Marcia Gudereit e Atina Ford.
Nell'edizione la nazionale danese ottenne la medaglia d'argento, la svedese quella di bronzo.